# Sortebrødre Torv
Sortebrødre Torv i Odense kan dateres tilbage til den tidlige middelalder. I 1238 påbegyndte Dominikanerordenen (Sortebrødrene) opførelsen af et kloster med en klosterkirke på stedet. I forbindelse med reformationen i 1536 overgik klostret til Franciskanerordenen.[kilde mangler] Franciskanerne havde dog i forvejen et kloster i Odense, og Sortebrødre kloster fik derfor lov at forfalde, mens det blev brugt som byggematerialer andre steder. Klostret forsvandt helt i løbet af 1600-tallet, men kan i dag fornemmes ved at omridset af klosteret er markeret med messingknapper i belægningen.
Sortebrødre Torv var desuden hjemsted for Danmarks første teater udenfor København. I 1795 blev Odense Comediehus således indviet på torvet. Det var her, at H.C. Andersen i 1812 havde sin debut på de skrå brædder som statist i et teaterstykke. I forbindelse med anlæggelsen af Thomas B. Thriges Gade blev torvehandlen i 1952 flyttet fra Klingenberg til Sortebrødre Torv, hvor der siden har været torvedag hver onsdag og lørdag.
Pladsen har tilkørsel fra Overstræde, Claus Bergs Gade og Hans Mules Gade.